# Eddie Murphy
Edward „Eddie“ Regan Murphy (* 3. dubna 1961 Brooklyn, New York) je americký herec a komik. Byl součástí obsazení Saturday Night Live během let 1980 až 1984. Živil se jako stand up komik a umístil se v žebříčku Comedy Central 100 Nejlepších komiků všech dob na 10. místě. Za své herecké výkony získal několik nominací na Zlatý glóbus a v roce 2007 získal cenu v kategorii nejlepší mužský herecký výkon ve vedlejší roli za výkon ve filmu Dreamgirls.
Mezi jeho nejvýznamnější filmy patří Cesta do Ameriky, Policajt v Beverly Hills nebo Záměna.
Ve filmové sérii o Shrekovi propůjčil svůj hlas oslíkovi. V některých filmech hrál dokonce více rolí najednou, například ve filmech Zamilovaný profesor nebo Norbit.
Do češtiny je nejčastěji dabován Oldřichem Kaiserem, Zdeňkem Mahdalem a Tomášem Juřičkou.

## Osobní život

### Rodina
Murphy zahájil dlouholetý vztah s Nicole Mitchellovou poté, co se s ní seznámil v roce 1988 na udílení cen NAACP Image Awards. Žili spolu téměř dva roky a pak se 18. března 1993 vzali ve velkém sále v hotelu Plaza v New Yorku. Spolu s Mitchell mají pět dětí: Briu, Mylese, Shayna, Zolu a Bellu. V srpnu 2005 podala Mitchell žádost o rozvod s odvoláním na „neslučitelné rozdíly“. Rozvod byl dokončen 17. dubna 2006.
Dále má Eddie dva syny, Erica (* 1989) s tehdejší přítelkyní Paulette McNeelyovou a Christiana (* 1990) s tehdejší přítelkyní Tamarou Hoodovou.
Po rozvodu s Nicole začal Murphy v roce 2006 chodit s bývalou Spice Girl Melanie Brownovou, která otěhotněla a řekla, že dítě je jeho. Když byl v prosinci 2006 dotazován na těhotenství v televizní show RTL Boulevard, řekl nizozemskému reportérovi Matthijsovi Kleynovi: „Nevím, čí dítě je, dokud se nenarodí a neuděláme mu test otcovství. Neměl byste dělat ukvapené závěry, pane.“ Melanie porodila 3. dubna 2007 na Murphyho 46. narozeniny holčičku jménem Angel Iris Murphy Brownová. Dne 22. června 2007 zástupci Melanie oznámili, že test DNA potvrdil otcovství. Melanie v rozhovoru uvedla, že Murphy s holčičkou Angel nevyhledával kontakt, ačkoli později v roce 2010 bylo oznámeno, že o ni projevuje zájem.
Dne 1. ledna 2008 si s filmovou producentku Tracey Edmondsovou vyměnili manželské sliby na soukromém obřadu na ostrově u Bora-Bora. 16. ledna 2008 se pár rozešel a vydali prohlášení, kde popsali obřad jako jejich symbolický svazek. Řekli k tomu: „Po mnoha úvahách a diskusích jsme se společně rozhodli, že se zřekneme právního obřadu, protože není nutné legálně definovat náš vztah. Zůstaneme však přáteli.“  Později tohoto roku koupil Murphy nemovitost na Long Islandu v New Yorku.
V květnu 2016 se mu narodila dcera se jménem Izzy Oona Murphyová s modelkou Paige Butcherovou, se kterou začal chodit od roku 2012. V roce 2018 se zasnoubili a narodil se jim syn Max Charles Murphy, což je aktuálně 10. dítě Eddieho. Jeho jméno je pocta Eddiho bratrovi Charliemu, který zemřel v roce 2017 na leukémii.

### Filantropie
Daroval peníze nadaci AIDS Healthcare Foundation, stejně tak jako nadacím zabývající se léčbou rakoviny, vzděláním, výtvarným uměním, podporou rodin, zdraví nebo např. charitám podporující bezdomovce. Věnoval peníze i na park Martina Luthera Kinga v Atlantě nebo např. částku 100 000 dolarů do fondů Screen Actors' Guild, který se mimo jiné zabývá stávkami.

### Náboženství
Murphy je křtěný katolík a je známo, že se k tomuto náboženství stále hlásí i v průběhu své kariéry.

## Filmografie
| Televize        | Televize                               | Televize | Televize                      |
| Rok             | Název                                  | Role | Poznámky                      |
| --------------- | -------------------------------------- | --- | ----------------------------- |
| 1980–1984, 2019 | Saturday Night Live                    | Různé postavy | 66 dílů                       |
| 1989            | What's Alan Watching?                  | protestant / James Brown | TV speciál                    |
| 1993            | Dangerous: The Short Films             | Pharaoh | video                         |
| 1999 - 2001     | The PJ's                               | Thurgoode Orenthal Stubbs (hlas)                                                                                                 | 30 dílů                       |
| 2001            | Shrek in the Swamp Karaoke Dance Party | Oslík (hlas) | krátkometrážní video          |
| 2003            | Shrek 4-D                              | Oslík (hlas) | krátkometrážní video          |
| 2004            | Father of the Pride                    | Oslík (hlas) | díl: „Donkey“                 |
| 2007            | Shrekovy Vánoce                        | Oslík (hlas) | TV krátkometrážní film        |
| 2012            | Eddie Murphy: One Night Only           | Sám sebe | TV speciál                    |
| 2013            | Beverly Hills Cop                      | detektiv Axel Foley | TV film                       |
| Film            |                                        | |                               |
| Rok             | Název                                  | Role | Poznámky                      |
| 1982            | 48 hodin                               | Reggie Hammond |                               |
| 1983            | Záměna                                 | Billy Ray Valentine |                               |
| 1983            | Eddie Murphy Delirious                 | Sám sebe | také jako producent           |
| 1984            | Nejlepší obrana                        | poručík T.M. Landry |                               |
| 1984            | Policajt v Beverly Hills               | detektiv Axel Foley |                               |
| 1986            | Zlaté dítě                             | Chandler Jarrell |                               |
| 1987            | Policajt v Beverly Hills II            | detektiv Axel Foley |                               |
| 1987            | Sprosťák Murphy                        | Hraje sám sebe | také jako producent           |
| 1988            | Cesta do Ameriky                       | Princ Akeem / Clarence / Randy Watson / Saul                                                                                     |                               |
| 1989            | Noci v Harlemu                         | Quick (Vernest Brown) | Také jako režisér a producent |
| 1990            | Dalších 48 hodin                       | Reggie Hammond |                               |
| 1992            | Bumerang                               | Marcus Graham |                               |
| 1992            | Dokonalý džentlmen                     | Thomas Jefferson Johnson |                               |
| 1994            | Policajt v Beverly Hills III           | detektiv Axel Foley |                               |
| 1995            | Upír v Brooklynu                       | Maximillian / kněz Pauly / Guido                                                                                                 | Také jako producent           |
| 1996            | Zamilovaný profesor                    | Profesor Sherman Klump / Buddy Love / Lance Perkins / Cletus Klump / Anna Pearl Jensen Klump / Ida Mae Jensen / Ernie Klump, Sr. | Také jako producent           |
| 1997            | Policajt ze San Francisca              | Insp. Scott Roper |                               |
| 1998            | Legenda o Mulan                        | Mushu (hlas) |                               |
| 1998            | Dr. Dolittle                           | Dr. John Dolittle |                               |
| 1998            | Svatý muž                              | G |                               |
| 1999            | Doživotí                               | Rayford "Ray" Gibson | Také jako producent           |
| 1999            | Trhák pana Bowfingera                  | Kit Ramsey / Jeffernson 'Jiff' Ramsey                                                                                            |                               |
| 2000            | Zamilovaný profesor 2: Klumpovi        | Profesor Sherman Klump / Buddy Love / Lance Perkins / Cletus Klump / Anna Pearl Jensen Klump / Ida Mae Jensen / Ernie Klump, Sr. | Také jako producent           |
| 2001            | Shrek                                  | Oslík (hlas) |                               |
| 2001            | Dr. Dolittle 2                         | Dr. John Dolittle |                               |
| 2002            | Showtime                               | strážník Trey Sellers |                               |
| 2002            | Pluto Nash                             | Pluto Nash |                               |
| 2002            | Jsem agent                             | Kelly Robinson |                               |
| 2003            | Bláznivá školka                        | Charles "Charlie" Hinton |                               |
| 2003            | Strašidelný dům                        | Jim Evers |                               |
| 2004            | Shrek 2                                | Oslík (hlas) |                               |
| 2006            | Dreamgirls                             | James 'Thunder' Early |                               |
| 2007            | Norbit                                 | Norbit Rice / Rasputia Latimore-Rice / Pan Wong                                                                                  | Také jako producent           |
| 2007            | Shrek Třetí                            | Oslík (hlas) |                               |
| 2008            | Seznamte se s Davem                    | kapitán vesmírné lodě Dave |                               |
| 2009            | Tak si představ                        | Evan Danielson |                               |
| 2010            | Shrek: Zvonec a konec                  | Oslík (hlas) |                               |
| 2010            | Donkey's Christmas Shrektacular        | Oslík (hlas) | krátkometrážní film           |
| 2011            | Mistrovský plán                        | Slide |                               |
| 2011            | Shrek's Thrilling Tales                | Oslík (hlas) |                               |
| 2012            | Tisíc slov                             | Jack McCall |                               |
| 2016            | Mr. Church                             | Henry Church |                               |
| 2019            | Jmenuju se Dolemite                    | Rudy |                               |
| 2020            | Coming 2 America                       | Akeem |                               |
| 2023            | Z jiného těsta                         | Akbar |                               |
| 2024            | Policajt v Beverly Hills IV            | detektiv Axel Foley |                               |
| —               | Triplets                               | — |                               |

## Diskografie

### Alba
| Studiové alba   | Studiové alba        | Studiové alba | Studiové alba | Studiové alba                                                                      |
| Rok             | Film                 | Hitparáda     | Příčka        | Poznámky                                                                           |
| --------------- | -------------------- | ------------- | ------------- | ---------------------------------------------------------------------------------- |
| 1982            | Eddie Murphy         | Comedy US     | #52           |                                                                                    |
| 1983            | Comedian             | Comedy US     | #35           |                                                                                    |
| 1985            | How Could It Be      | US Pop        | #26           |                                                                                    |
| 1989            | So Happy             | US Pop        | #70           |                                                                                    |
| 1993            | Love's Alright       | US Pop        | -             |                                                                                    |
| Kompilační alba |                      |               |               |                                                                                    |
| Rok             | Film                 | Hitparáda     | Příčka        | Poznámky                                                                           |
| 1997            | Greatest Comedy Hits |               |               | Komediální                                                                         |
| 1998            | All I Fuckin' Know   |               |               | Komediální                                                                         |
| Filmové OST     |                      |               |               |                                                                                    |
| Rok             | Film                 | Hitparáda     | Příčka        | Poznámky                                                                           |
| 1986            | Beverly Hills OST    |               |               |                                                                                    |
| 2006            | Dreamgirls           |               |               | s Beyoncé Knowles, Jermaine Bolling, Jennifer Hudson, Keith Robinson a Sharon Leal |

### Singly
| Rok  | Píseň                                     | Nahrávací společnost | Hitparáda | Příčka |
| ---- | ----------------------------------------- | -------------------- | --------- | ------ |
| 1982 | "Boogie in Your Butt/No More Tears"       | Columbia             | -         |        |
| 1985 | "Party All the Time"                      | Columbia             | US UK     | #2 #87 |
| 1985 | "How Could It Be" (feat. Crystal Blake)   | Columbia             | -         |        |
| 1989 | "Put Your Mouth on Me"                    | Columbia             | US        | #27    |
| 1989 | "Til the Money's Gone"                    | Columbia             | -         |        |
| 1993 | "I Was a King"                            | Motown               | UK        | #64    |
| 1993 | "Whatzupwitu" (featuring Michael Jackson) | Motown               | -         |        |
| 1993 | "Desdemona"                               | Motown               | -         |        |
| 2013 | "Red Light" (feat. Snoop Dogg)            |                      |           |        |
| 2013 | "Promise (You Won't Break My Heart)"      |                      |           |        |
| 2014 | "Temporary"                               |                      |           |        |
| 2015 | "Oh Jah Jah"                              |                      |           |        |

## Ocenění a nominace
| Rok  | Ocenění                                     | Kategorie                                                          | Nominovaný za                     | Status    |
| ---- | ------------------------------------------- | ------------------------------------------------------------------ | --------------------------------- | --------- |
| 2019 | African-American Film Critics Association   | nejlepší mužský herecký výkon ve vedlejší roli                     | Dreamgirls                        | vítězství |
| 2000 | Black Reel Awards                           | nejlepší mužský herecký výkon ve vedlejší roli                     | Trhák pana Bowfingera             | nominace  |
| 2002 | Black Reel Awards                           | nejlepší mužský herecký výkon ve vedlejší roli                     | Shrek                             | nominace  |
| 2007 | Black Reel Awards                           | nejlepší mužský herecký výkon v hlavní roli                        | Dreamgirls                        | nominace  |
| 1983 | Cena Emmy                                   | nejlepší mužský herecký výkon ve vedlejší roli (komedie / muzikál) | Saturday Night Live               | nominace  |
| 1984 | Cena Emmy                                   | nejlepší individuální výkon v zábavném nebo muzikálovém programu   | Saturday Night Live               | nominace  |
| 1984 | Cena Emmy                                   | nejlepší scénář – zábavný nebo hudební pořad                       | Saturday Night Live               | nominace  |
| 1999 | Cena Emmy                                   | nejlepší animovaný program (kratší než 1 hodina)                   | The PJs                           | nominace  |
| 1997 | Cena Saturn                                 | nejlepší mužský herecký výkon v hlavní roli                        | Zamilovaný profesor               | vítězství |
| 2002 | Cena Saturn                                 | nejlepší mužský herecký výkon ve vedlejší roli                     | Shrek                             | nominace  |
| 2007 | Critics' Choice Movie Awards                | nejlepší mužský herecký výkon ve vedlejší roli                     | Dreamgirls                        | vítězství |
| 2007 | Critics' Choice Movie Awards                | nejlepší obsazení                                                  | Dreamgirls                        | nominace  |
| 2007 | Chicago Film Critics Awards                 | nejlepší mužský herecký výkon ve vedlejší roli                     | Dreamgirls                        | nominace  |
| 2002 | Filmová cena Britské akademie               | nejlepší mužský herecký výkon ve vedlejší roli                     | Shrek                             | nominace  |
| 2008 | Kids Choice Awards                          | nejlepší hlas v animovaném filmu                                   | Shrek třetí                       | vítězství |
| 2008 | Kids Choice Awards                          | nejlepší filmový herec                                             | Norbit                            | nominace  |
| 2007 | NAACP Image Awards                          | nejlepší mužský herecký výkon ve vedlejší roli                     |                                   | nominace  |
| 2007 | Oscar                                       | nejlepší mužský herecký výkon ve vedlejší roli                     | Dreamgirls                        | nominace  |
| 2007 | Cena Sdružení filmových a televizních herců | nejlepší mužský herecký výkon ve vedlejší roli                     | Dreamgirls                        | vítězství |
| 1983 | Zlatá malina                                | nejhorší scénář                                                    | Noci v Harlemu                    | vítězství |
| 1983 | Zlatá malina                                | nejhorší režisér                                                   | Noci v Harlemu                    | nominace  |
| 2002 | Zlatá malina                                | nejhorší herec                                                     | Pluto Nash / Jsem agent /Showtime | nominace  |
| 2002 | Zlatá malina                                | nejhorší filmový pár na plátně                                     | Pluto Nash / Jsem agent /Showtime | nominace  |
| 2007 | Zlatá malina                                | nejhorší herec                                                     | Norbit                            | vítězství |
| 2007 | Zlatá malina                                | nejhorší mužský herecký výkon ve vedlejší roli                     | Norbit                            | vítězství |
| 2007 | Zlatá malina                                | nejhorší scénář                                                    | Norbit                            | nominace  |
| 2007 | Zlatá malina                                | nejhorší filmový pár na plátně                                     | Norbit                            | nominace  |
| 1983 | Zlatý glóbus                                | nová hvězda roku – muž                                             | Dalších 48 hodin                  | nominace  |
| 1984 | Zlatý glóbus                                | nejlepší mužský herecký výkon v hlavní roli (muzikál/komedie)      | Záměna                            | nominace  |
| 1985 | Zlatý glóbus                                | nejlepší mužský herecký výkon v hlavní roli (muzikál/komedie)      | Policajt v Beverly Hills          | nominace  |
| 1997 | Zlatý glóbus                                | nejlepší mužský herecký výkon v hlavní roli (muzikál/komedie)      | Zamilovaný profesor               | nominace  |
| 2007 | Zlatý glóbus                                | nejlepší mužský herecký výkon ve vedlejší roli                     | Dreamgirls                        | vítězství |